# Liga de Voleibol Superior Masculino 2023
La Liga de Voleibol Superior Masculino 2023 si è svolta dall'11 agosto al 17 dicembre 2023: al torneo hanno partecipato 7 squadre di club portoricane e la vittoria finale è andata per la seconda volta ai Caribes de San Sebastián.

## Regolamento

### Formula
È prevista una regular season in cui le sette squadre partecipanti si affrontano fino ad un totale di quattordici incontri, al termine dei quali le prime sei classificate accedono ai play-off scudetto:
- Ai quarti di finale le sei squadre vengono divise in due gironi da tre squadre ciascuno, affrontandosi in un doppio round-robin;
- Le prime due classificate dei due gironi dei quarti di finale si incrociano alle semifinali, giocate al meglio delle sette gare;
- Le formazioni vincenti alle semifinali si affrontano in finale, giocando nuovamente al meglio delle sette gare.

### Criteri di classifica
Se il risultato finale è stato di 3-0 o 3-1 sono stati assegnati 3 punti alla squadra vincente e 0 a quella sconfitta, se il risultato finale è stato di 3-2 sono stati assegnati 2 punti alla squadra vincente e 1 a quella sconfitta.
L'ordine del posizionamento in classifica è stato definito in base a:
- Punti;
- Scontri diretti;
- Ratio dei set vinti/persi negli scontri diretti;
- Ratio dei punti realizzati/subiti negli scontri diretti.

## Squadre partecipanti
Al campionato di Liga de Voleibol Superior Masculino 2023 partecipano 7 franchigie. Delle squadre aventi diritto:
- I Patriotas de Lares hanno ceduto i propri diritti di partecipazione ai Gigantes de Adjuntas.
- I Gigantes de Carolina saltano l'annata grazie a una dispensa.
- I Mulos de Juncos saltano la terza annata consecutiva grazie a una dispensa, scomparendo dal panorama pallavolistico portoricano.

| Club                     | Stagione | Città         | Impianto                         | Stagione precedente                            |
| ------------------------ | -------- | ------------- | -------------------------------- | ---------------------------------------------- |
| Cafeteros de Yauco       | dettagli | Yauco         | Coliseo Raúl "Pipote" Oliveras   | 5ª in LVSM, semifinali play-off scudetto       |
| Caribes de San Sebastián | dettagli | San Sebastián | Coliseo Luis Aymat Cardona       | 6ª in LVSM, quarti di finale play-off scudetto |
| Changos de Naranjito     | dettagli | Naranjito     | Coliseo Gelito Ortega            | 1ª in LVSM, finale play-off scudetto           |
| Gigantes de Adjuntas     | dettagli | Adjuntas      | Coliseo Rafael Llull Pérez       | -                                              |
| Indios de Mayagüez       | dettagli | Mayagüez      | Palacio de Recreación y Deportes | 7ª in LVSM                                     |
| Mets de Guaynabo         | dettagli | Guaynabo      | Coliseo Mario Morales            | 2ª in LVSM, Campioni di Porto Rico             |
| Plataneros de Corozal    | dettagli | Corozal       | Coliseo Carmen Zoraida Figueroa  | 3ª in LVSM, semifinali play-off scudetto       |

## Torneo

### Regular season

#### Risultati
| Risultati |                           |     |                                   |
|           |                           |     |                                   |
| 11-08     | Guaynabo - San Sebastián  | 0-3 | 24-26, 20-25, 13-25               |
| 12-08     | Adjuntas - Yauco          | 0-3 | 23-25, 23-25, 14-25               |
| 12-08     | Naranjito - Corozal       | 3-0 | 25-16, 25-16, 25-22               |
| 16-08     | Yauco - San Sebastián     | 3-0 | 25-20, 25-16, 25-21               |
| 16-08     | Mayagüez - Corozal        | 3-1 | 21-25, 25-16, 25-21, 25-21        |
| 17-08     | Adjuntas - Guaynabo       | 3-1 | 25-20, 21-25, 27-29, 22-25        |
| 18-08     | Corozal - Yauco           | 0-3 | 16-25, 24-26, 18-25               |
| 19-08     | Naranjito - Mayagüez      | 3-0 | 25-22, 25-21, 29-27               |
| 23-08     | Guaynabo - Adjuntas       | 3-1 | 21-25, 25-16, 25-22, 25-19        |
| 24-08     | Naranjito - Yauco         | 3-2 | 24-26, 25-23, 25-22, 20-25, 15-12 |
| 25-08     | Mayagüez - Adjuntas       | 3-1 | 28-26, 25-21, 26-28, 25-23        |
| 26-08     | San Sebastián - Corozal   | 3-0 | 25-18, 25-14, 25-19               |
| 30-08     | Corozal - Guaynabo        | 1-3 | 18-25, 22-25, 25-23, 22-25        |
| 31-08     | San Sebastián - Naranjito | 2-3 | 21-25, 25-23, 25-21, 21-25, 12-15 |
| 01-09     | Yauco - Adjuntas          | 3-2 | 22-25, 25-19, 25-21, 23-25, 15-6  |
| 02-09     | Mayagüez - San Sebastián  | 1-3 | 28-26, 17-25, 18-25, 23-25        |
| 03-09     | Adjuntas - Naranjito      | 3-2 | 38-36, 21-25, 19-25, 25-23, 15-13 |
| 03-09     | Yauco - Guaynabo          | 2-3 | 21-25, 25-22, 25-19, 25-27, 13-15 |
| 07-09     | Guaynabo - Mayagüez       | 3-0 | 25-19, 32-30, 25-22               |
| 08-09     | San Sebastián - Naranjito | 3-1 | 25-18, 23-25, 25-19, 25-21        |
| 08-09     | Yauco - Adjuntas          | 3-0 | 25-19, 25-22, 25-20               |
| 09-09     | Guaynabo - Corozal        | 3-0 | 26-24, 25-15, 25-14               |
| 10-09     | Yauco - San Sebastián     | 3-0 | 25-23, 25-20, 25-19               |
| 10-09     | Corozal - Mayagüez        | 1-3 | 21-25, 25-15, 24-26, 21-25        |
| 13-09     | Mayagüez - Guaynabo       | 0-3 | 20-25, 24-26, 21-25               |
| 14-09     | Naranjito - San Sebastián | 3-2 | 21-25, 25-23, 25-27, 27-25, 15-10 |
| 15-09     | Mayagüez - Yauco          | 2-3 | 25-16, 19-25, 25-21, 16-25, 13-15 |
| 16-09     | Guaynabo - Adjuntas       | 3-1 | 25-21, 23-25, 26-24, 25-17        |
| 17-09     | Corozal - San Sebastián   | 2-3 | 21-25, 20-25, 25-19, 27-25, 9-15  |
| 21-09     | Adjuntas - San Sebastián  | 3-1 | 23-25, 30-28, 25-21, 25-22        |
| 21-09     | Naranjito - Guaynabo      | 3-1 | 25-17, 16-25, 25-23, 25-21        |
| 22-09     | Yauco - Mayagüez          | 3-1 | 20-25, 25-15, 25-13, 25-17        |

| Risultati |                          |     |                                   |
|           |                          |     |                                   |
| 23-09     | Adjuntas - Naranjito     | 0-3 | 23-25, 16-25, 28-30               |
| 23-09     | San Sebastián - Guaynabo | 2-3 | 25-19, 22-25, 24-26, 25-21, 12-15 |
| 24-09     | Yauco - Corozal          | 2-3 | 25-16, 23-25, 25-19, 21-25, 12-15 |
| 27-09     | Mayagüez - Adjuntas      | 3-1 | 25-20, 22-25, 25-22, 25-14        |
| 28-09     | Yauco - Naranjito        | 3-1 | 25-18, 22-25, 26-24, 25-23        |
| 29-09     | Adjuntas - Corozal       | 3-1 | 25-20, 25-14, 23-25, 25-21        |
| 29-09     | San Sebastián - Mayagüez | 3-2 | 25-22, 25-18, 14-25, 22-25, 15-11 |
| 30-09     | Naranjito - Guaynabo     | 3-0 | 25-16, 25-17, 30-28               |
| 01-10     | Mayagüez - Corozal       | 3-2 | 19-25, 25-18, 18-25, 25-14, 15-13 |
| 05-10     | Adjuntas - Corozal       | 3-0 | 25-15, 31-29, 25-22               |
| 05-10     | San Sebastián - Mayagüez | 3-0 | 25-17, 25-19, 25-20               |
| 06-10     | Guaynabo - Naranjito     | 2-3 | 16-25, 25-19, 16-25, 25-22, 9-15  |
| 07-10     | Adjuntas - Mayagüez      | 2-3 | 25-19, 25-27, 20-25, 25-22, 12-15 |
| 08-10     | Corozal - Naranjito      | 0-3 | 15-25, 23-25, 22-25               |
| 08-10     | Guaynabo - Yauco         | 3-1 | 25-18, 22-25, 25-22, 25-17        |
| 11-10     | Guaynabo - Corozal       | 3-1 | 25-21, 25-23, 21-25, 25-15        |
| 12-10     | San Sebastián - Yauco    | 1-3 | 24-26, 25-19, 22-25, 18-25        |
| 14-10     | Naranjito - Yauco        | 3-2 | 25-18, 24-26, 19-25, 25-18, 15-10 |
| 14-10     | Adjuntas - San Sebastián | 0-3 | 16-25, 24-26, 21-25               |
| 15-10     | Mayagüez - Guaynabo      | 3-2 | 22-25, 21-25, 25-23, 25-18, 15-11 |
| 17-10     | Mayagüez - Naranjito     | 2-3 | 25-19, 19-25, 15-25, 25-22, 9-15  |
| 18-10     | Guaynabo - Yauco         | 1-3 | 20-25, 26-24, 23-25, 22-25        |
| 19-10     | Corozal - Naranjito      | 0-3 | 21-25, 18-25, 15-25               |
| 19-10     | San Sebastián - Adjuntas | 3-0 | 43-41, 25-16, 25-22               |
| 20-10     | Yauco - Mayagüez         | 3-0 | 25-22, 25-18, 25-9                |
| 21-10     | Corozal - San Sebastián  | 1-3 | 19-25, 25-27, 25-17, 21-25        |
| 21-10     | Naranjito - Adjuntas     | 3-0 | 25-19, 25-20, 25-21               |
| 25-10     | Corozal - Yauco          | 3-0 | 25-21, 27-25, 25-20               |
| 26-10     | San Sebastián - Guaynabo | 3-2 | 24-26, 25-23, 24-26, 25-21, 15-7  |
| 26-10     | Naranjito - Mayagüez     | 3-0 | 27-25, 25-17, 25-18               |
| 27-10     | Corozal - Adjuntas       | 3-1 | 26-24, 25-19, 27-29, 25-23        |

#### Classifica
| Pos. | Squadra                  | Pt | G  | V  | P  | SV | SP | Ratio | PF | PS | Ratio |
| ---- | ------------------------ | -- | -- | -- | -- | -- | -- | ----- | -- | -- | ----- |
| 1.   | Changos de Naranjito     | 40 | 18 | 15 | 3  |    |    |       |    |    |       |
| 2.   | Cafeteros de Yauco       | 38 | 18 | 12 | 6  |    |    |       |    |    |       |
| 3.   | Caribes de San Sebastián | 33 | 18 | 11 | 7  |    |    |       |    |    |       |
| 4.   | Mets de Guaynabo         | 31 | 18 | 10 | 8  |    |    |       |    |    |       |
| 5.   | Indios de Mayagüez       | 21 | 18 | 7  | 11 |    |    |       |    |    |       |
| 6.   | Gigantes de Adjuntas     | 16 | 18 | 5  | 13 |    |    |       |    |    |       |
| 7.   | Plataneros de Corozal    | 10 | 18 | 3  | 15 |    |    |       |    |    |       |

      Ai play-off scudetto.

### Play-off scudetto

#### Quarti di finale

##### Girone A

###### Risultati
| Gara 1 |                      |     |                            |
|        |                      |     |                            |
| 07-11  | Naranjito - Adjuntas | 3-1 | 25-22, 22-25, 25-17, 25-12 |

| Gara 2 |                          |     |                     |
|        |                          |     |                     |
| 09-11  | San Sebastián - Adjuntas | 3-0 | 25-22, 25-19, 25-18 |

| Gara 3 |                           |     |                                   |
|        |                           |     |                                   |
| 11-11  | Naranjito - San Sebastián | 2-3 | 30-28, 21-25, 13-25, 25-22, 13-15 |

| Gara 4 |                          |     |                     |
|        |                          |     |                     |
| 13-11  | Adjuntas - San Sebastián | 0-3 | 19-25, 29-31, 14-25 |

| Gara 5 |                      |     |                                   |
|        |                      |     |                                   |
| 15-11  | Adjuntas - Naranjito | 2-3 | 19-25, 24-26, 20-25, 21-25, 14-16 |

| Gara 6 |                           |     |                                   |
|        |                           |     |                                   |
| 17-11  | San Sebastián - Naranjito | 2-3 | 20-25, 25-20, 22-25, 25-20, 11-15 |

###### Classifica
| Pos. | Squadra                  | G | V | P | SV | SP | Ratio | PF | PS | Ratio |
| ---- | ------------------------ | - | - | - | -- | -- | ----- | -- | -- | ----- |
| 1.   | Caribes de San Sebastián | 4 | 3 | 1 | 11 | 5  |       |    |    |       |
| 2.   | Changos de Naranjito     | 4 | 3 | 1 | 11 | 8  |       |    |    |       |
| 3.   | Gigantes de Adjuntas     | 4 | 0 | 4 | 3  | 12 |       |    |    |       |

      In semifinale.

##### Girone B

###### Risultati
| Gara 1 |                  |     |                     |
|        |                  |     |                     |
| 08-11  | Yauco - Mayagüez | 3-0 | 25-21, 25-19, 36-34 |

| Gara 2 |                     |     |                     |
|        |                     |     |                     |
| 10-11  | Guaynabo - Mayagüez | 3-0 | 25-23, 25-21, 25-13 |

| Gara 3 |                  |     |                     |
|        |                  |     |                     |
| 12-11  | Yauco - Guaynabo | 3-0 | 25-23, 25-23, 26-24 |

| Gara 4 |                     |     |                                  |
|        |                     |     |                                  |
| 14-11  | Mayagüez - Guaynabo | 2-3 | 25-20, 20-25, 24-26, 25-23, 6-15 |

| Gara 5 |                  |     |                     |
|        |                  |     |                     |
| 16-11  | Mayagüez - Yauco | 0-3 | 20-25, 20-25, 21-25 |

| Gara 6 |                  |     |                                   |
|        |                  |     |                                   |
| 18-11  | Guaynabo - Yauco | 3-2 | 25-18, 14-25, 25-22, 23-25, 15-10 |

###### Classifica
| Pos. | Squadra            | G | V | P | SV | SP | Ratio | PF | PS | Ratio |
| ---- | ------------------ | - | - | - | -- | -- | ----- | -- | -- | ----- |
| 1.   | Cafeteros de Yauco | 4 | 3 | 1 | 11 | 3  |       |    |    |       |
| 2.   | Mets de Guaynabo   | 4 | 3 | 1 | 9  | 7  |       |    |    |       |
| 3.   | Indios de Mayagüez | 4 | 0 | 4 | 2  | 12 |       |    |    |       |

      In semifinale.

#### Semifinali
| Gara 1 |                          |     |                            |
|        |                          |     |                            |
| 22-11  | Naranjito - Yauco        | 3-0 | 25-19, 25-16, 25-21        |
| 22-11  | San Sebastián - Guaynabo | 3-1 | 25-19, 15-25, 25-22, 25-16 |

| Gara 2 |                          |     |                            |
|        |                          |     |                            |
| 24-11  | Yauco - Naranjito        | 0-3 | 19-25, 23-25, 19-25        |
| 24-11  | Guaynabo - San Sebastián | 1-3 | 25-18, 15-25, 22-25, 21-25 |

| Gara 3 |                          |     |                                  |
|        |                          |     |                                  |
| 26-11  | Naranjito - Yauco        | 3-0 | 25-19, 25-23, 25-19              |
| 26-11  | San Sebastián - Guaynabo | 3-2 | 19-25, 25-20, 25-19, 21-25, 15-9 |

| Gara 4 |                          |     |                                   |
|        |                          |     |                                   |
| 29-11  | Yauco - Naranjito        | 3-2 | 25-23, 18-25, 23-25, 27-25, 16-14 |
| 29-11  | Guaynabo - San Sebastián | 1-3 | 22-25, 14-25, 25-21, 16-25        |

| \| Gara 5 \| \| \| \| \| \| \| \| \| \| 02-12 \| Naranjito - Yauco \| 3-0 \| 25-23, 25-15, 27-25 \| |                   |     |                     |
| Gara 5                                                                                              |                   |     |                     |
| |                   |     |                     |
| 02-12                                                                                               | Naranjito - Yauco | 3-0 | 25-23, 25-15, 27-25 |

#### Finale
| Gara 1 |                           |     |                     |
|        |                           |     |                     |
| 05-12  | Naranjito - San Sebastián | 3-0 | 25-22, 25-21, 25-19 |

| Gara 2 |                           |     |                            |
|        |                           |     |                            |
| 07-12  | San Sebastián - Naranjito | 3-1 | 20-25, 25-22, 25-14, 25-18 |

| Gara 3 |                           |     |                            |
|        |                           |     |                            |
| 09-12  | Naranjito - San Sebastián | 1-3 | 25-23, 25-27, 28-30, 18-25 |

| Gara 4 |                           |     |                                   |
|        |                           |     |                                   |
| 11-12  | San Sebastián - Naranjito | 2-3 | 21-25, 25-23, 25-20, 23-25, 13-15 |

| Gara 5 |                           |     |                     |
|        |                           |     |                     |
| 13-12  | Naranjito - San Sebastián | 3-0 | 25-23, 25-17, 25-23 |

| Gara 6 |                           |     |                                   |
|        |                           |     |                                   |
| 15-12  | San Sebastián - Naranjito | 3-2 | 25-19, 23-25, 18-25, 25-21, 15-13 |

| \| Gara 7 \| \| \| \| \| \| \| \| \| \| 17-12 \| Naranjito - San Sebastián \| 1-3 \| 17-25, 25-21, 15-25, 22-25 \| |                           |     |                            |
| Gara 7 |                           |     |                            |
| |                           |     |                            |
| 17-12 | Naranjito - San Sebastián | 1-3 | 17-25, 25-21, 15-25, 22-25 |

|  | Semifinali               | Semifinali | Semifinali               | Semifinali | Semifinali | Semifinali | Semifinali | Semifinali           |   |   | Finale | Finale | Finale | Finale | Finale | Finale | Finale | Finale |  |
|  |                          |            |                          |            |            |            |            |                      |   |   |        |        |        |        |        |        |        |        |  |
|  | Changos de Naranjito     | 3          | 3                        | 3          | 2          | 3          |            |                      |   |   |        |        |        |        |        |        |        |        |  |
|  | Changos de Naranjito     | 3          | 3                        | 3          | 2          | 3          |            |                      |   |   |        |        |        |        |        |        |        |        |  |
|  | Cafeteros de Yauco       | 0          | 0                        | 0          | 3          | 0          |            |                      |   |   |        |        |        |        |        |        |        |        |  |
|  | Cafeteros de Yauco       | 0          | 0                        | 0          | 3          | 0          |            | Changos de Naranjito | 3 | 1 | 1      | 3      | 3      | 2      | 1      |        |        |        |  |
|  |                          |            |                          |            |            |            |            |                      | 3 | 1 | 1      | 3      | 3      | 2      | 1      |        |        |        |  |
|  |                          |            | Caribes de San Sebastián | 0          | 3          | 3          | 2          | 0                    | 3 | 3 |        |        |        |        |        |        |        |        |  |
|  | Caribes de San Sebastián | 3          | Caribes de San Sebastián | 0          | 3          | 3          | 2          | 0                    | 3 | 3 | 3      | 3      | 3      |        |        |        |        |        |  |
|  | Caribes de San Sebastián | 3          |                          |            |            |            |            |                      |   |   |        |        | 3      |        |        |        |        |        |  |
|  | Mets de Guaynabo         | 1          | 1                        | 2          | 1          |            |            |                      |   |   |        |        |        |        |        |        |        |        |  |

## Premi individuali
| Premio                   | Giocatore        | Squadra                  |
| ------------------------ | ---------------- | ------------------------ |
| MVP della Regular season | Pelegrín Vargas  | Caribes de San Sebastián |
| MVP delle finali         | Pelegrín Vargas  | Caribes de San Sebastián |
| Miglior palleggiatore    | Juan Miguel Ruiz | Changos de Naranjito     |
| Miglior esordiente       | Pelegrín Vargas  | Caribes de San Sebastián |
| Rising star              | Geraldo Rivera   | Indios de Mayagüez       |
| Miglior allenatore       | Jamille Torres   | Changos de Naranjito     |
| Miglior presidente       | Ángelo Ferrante  | Caribes de San Sebastián |
| All-Star Team            | Juan Miguel Ruiz | Changos de Naranjito     |
| All-Star Team            | Sebastián Negrón | Cafeteros de Yauco       |
| All-Star Team            | Pelegrín Vargas  | Caribes de San Sebastián |
| All-Star Team            | Eddie Rivera     | Cafeteros de Yauco       |
| All-Star Team            | David Menéndez   | Mets de Guaynabo         |
| All-Star Team            | Ángel Rivera     | Changos de Naranjito     |
| All-Star Team            | Arnel Cabrera    | Mets de Guaynabo         |